# Иванов, Вадим Михайлович
Иванов Вадим Михайлович (16 июля 1936, Москва — 5 мая 2016) — советский и российский учёный, доктор химических наук, профессор кафедры аналитической химии химического факультета МГУ.

## Биография
Иванов родился в семье военнослужащего. После окончания школы в 1954 году поступил на химический факультет МГУ. В 1960 году окончил университет и стал работать в лаборатории спектроскопических методов анализа. Сначала в качестве старшего лаборанта, ассистента, доцента (1967—1988), с 1988 года — в должности профессора.
Научные исследования Иванова были сосредоточены на исследовании органических аналитических реагентов с помощью оптических методов анализа (спектрофотометрия, спектроскопия диффузного отражения, цветометрия, твердофазная спектрофотометрия), изучении высокоэффективной жидкостной хроматографии хелатов и лекарственных препаратов.
Скончался 5 мая 2016 года в Москве на 80-м году жизни.

## Научные исследования
Научная деятельность Иванова была связана с изучением органических аналитических реагентов. Он исследовал теорию действия и возможности практического применения гетероциклических азосоединений, азопроизводных, 8-гидроксихинолина, нитрозонафтолов и их сульфопроизводных, висмутолов, комплексонов и других реагентов. В 1964 году защитил кандидатскую диссертацию по теме «Пиридиновые азосоединения как реагенты для фотометрических определений и как комплексонометрические индикаторы». В 1984 году — докторскую диссертацию «Гетероциклические азосоединения как аналитические реагенты: теория действия, закономерности комплексообразования, аналитическое применение». В работе были опубликованы разработанные В. М. Ивановым фотометрические и экстракционно-фотометрические методы определения урана, кобальта, платиновых металлов, титана, циркония, гафния, вольфрама, цинка в природных и промышленных объектах без отделения сопутствующих ионов. Достоинствами методов стали их экспрессность, селективность и чувствительность. Методы были проверены при анализе природных и промышленных объектов и внедрены в практику заводских лабораторий.
В последующие годы Иванов публиковал работы о влиянии структуры сорбента (кремнеземы, пенополиуретаны и другие полимерные матрицы) на сорбцию молекулярных и ионных форм гетероциклических азотсодержащих азосоединений. Полученные результаты легли в основу создания экспресс- и тест-методов определения ионов железа в воде, молибдена и палладия в технологических растворах.
Также работал в области спектроскопии диффузного отражения, цветометрии, высокоэффективной жидкостной хроматографии хелатов и лекарственных препаратов.
Иванов — автор и соавтор 24 патентов, более 670 статей и 23 учебников.

## Педагогическая деятельность
Иванов читал общий курс лекций по аналитической химии на факультете фундаментальной медицины и биологическом факультете МГУ. На химическом факультете для студентов кафедры аналитической химии преподавал множество спецкурсов, в том числе такие авторские курсы как: «Комплексные соединения и органические реагенты в аналитической химии», «Научная литература по аналитической химии», «Подготовка публикаций». Приезжал с лекциями в различные университеты, в том числе зарубежные. Иванов был научным консультантом в 5 докторских диссертациях. Также под его руководством было защищено 40 кандидатских диссертаций и более 50 дипломных работ.

## Звания и членства
- Член трех комиссий научного совета НСАХ РАН.
- Член учебно-методического совета по специальности «Химия» УМО университетов России.
- Член редакционных коллегий журналов: «Журнал аналитической химии», "Реферативного журнала «Химия», "Вестник Московского университета. Серия «Химия».
- Редактор-консультант Химической энциклопедии.
- Ответственный секретарь «Журнала аналитической химии»
- Заместитель главного редактора «Журнала аналитической химии» (с 2001 г.)
- Член бюро Московского отделения Всесоюзного химического общества им. Д. И. Менделеева.
- Председатель оргкомитета и председатель жюри Московской городской и областной школьных олимпиад по химии (1989—1991 гг.).

## Почести и награды
- Удостоен почетного звания «Заслуженный профессор МГУ» (1996).
- Циклы научных работ удостоены премий ВХО им. Д. И. Менделеева (1972, 1977, 1979) и премий Международной академической издательской компании «Наука/Интерпериодика» (2000, 2002).
- Награжден знаком и званием «Изобретатель СССР» (1988).

## Семья
Жена — Соколова Татьяна Анатольевна (род. 1936), также работала на химическом факультета МГУ.
Сын — Александр (род. 1968), сотрудник химического факультета МГУ, доктор химических наук. Дочь — Соболевская (Иванова) Ольга Вадимовна (1975 г.р.), журналист. Трое внуков.